# Ligue des champions de l'AFL Europe
Cet article traite de l'épreuve masculine. Pour la compétition féminine, voir Ligue des champions féminine de l'AFL Europe.
La Ligue des champions de l'AFL Europe (en anglais : AFL Europe Champions League) est une compétition annuelle de football australien organisée par la Fédération européenne de football australien (AFL Europe) et regroupant les meilleurs clubs du continent européen.

## Histoire

### Création de la compétition et première édition
La Ligue des champions de l'AFL Europe est née à la suite de l'organisation durant les années précédentes de grands événements de football australien au Royaume-Uni et en Irlande tels que le l'EU Cup 2014, 2012 et 2011 respectivement à Londres, Edinburgh et Belfast ou encore le Championnat d'Europe de football australien en 2013 à Dublin. Le 15 janvier 2015, l'AFL Europe boucle la préparation de l’événement avec 10 clubs partants: Amsterdam Devils (Pays-Bas), Belfast Red Backs (Irlande du Nord), Edinburgh Bloods (Écosse), Lions de la Rhénanie (Allemagne), Malmo Redeyes (Suède), Manchester Mosquitos (Angleterre), Solna Axeman (Suède), Toulouse Hawks (France), West London Wildcats (en) (Angleterre), et les Zagreb Hawks (Croatie). Huit équipes vainqueurs de leurs championnats nationaux manquent à l'appel:  Bristol Dockers (en) (Angleterre), Farum Cats (Danemark), Llops Del Pla (Espagne), Madrid Bulls (Espagne), Moscow Space Pirates (Russie), Oslo East (Norvège), Roma Blues (Italie) et Turku Dockers (Finlande). La 1re édition se déroule au National Rugby Centre d'Amsterdam aux Pays-Bas le 21 mars 2015. L'équipe hôte des Amsterdam Devils affronte les Edinburgh Bloods pour le match inaugural. Les Anglais de West London Wildcats s'imposent en demi-finale contre les irlandais de Belfast Redbacks (22-20) tandis que dans d'autres duels, les Rheinland Lions sortent difficilement victorieux face au Amsterdam Devils grâce à un but dans les prolongations. La finale voit les Anglais s'imposer sur un score fleuve (8.6.(54) - 1.1.(7)) face aux champions d'Allemagne ,. 
Après une première édition réussit, la Fédération européenne décide d'organiser une nouvelle fois la Ligue des champions à Amsterdam . C'est une nouvelle fois les Anglais les West London Wildcats qui s'imposent face à leurs compatriotes des Manchester Mosquitoes (43-13). Grâce à cette victoire, ils conservent leurs couronnes et réalisent le premier doublé consécutif de cette jeune compétition.

## Règlement

### Format
Le format actuel mélange, avant la finale, une phase de groupe et des rencontres à élimination directe. Le vainqueur de la Ligue des champions de l'AFL Europe est officiellement champion d'Europe des clubs.

### Qualifications
Seul le vainqueur du championnat national (ou son second) peut prendre part à la compétition ainsi que le vainqueur de l'édition précédente. Une invitation pour participer à un tournoi peut-être attribué par la Fédération européenne de football australien.

## Palmarès

### Palmarès par édition
| No                                         | Édition                                    | Vainqueur                                  | Finaliste                                  | Score                                      | Lieu                                       | Affluence                                  | Note                                       |
| Ligue des champions de football australien | Ligue des champions de football australien | Ligue des champions de football australien | Ligue des champions de football australien | Ligue des champions de football australien | Ligue des champions de football australien | Ligue des champions de football australien | Ligue des champions de football australien |
| ------------------------------------------ | ------------------------------------------ | ------------------------------------------ | ------------------------------------------ | ------------------------------------------ | ------------------------------------------ | ------------------------------------------ | ------------------------------------------ |
| 1                                          | 2015                                       | West London Wildcats (en) (1)              | Lions de la Rhénanie                       | 8.6.(54) - 1.1.(7)                         | National Rugby Centre, Amsterdam           | ?                                          |                                            |
| 2                                          | 2016                                       | West London Wildcats (2)                   | Manchester Mosquitoes                      | 43-13                                      | National Rugby Centre, Amsterdam           | ?                                          |                                            |
| 3                                          | 2017                                       | West London Wildcats (3)                   | Amsterdam Devils                           | 37-14                                      | National Rugby Centre, Amsterdam           | ?                                          |                                            |
| 4                                          | 2018                                       |                                            |                                            |                                            |                                            | ?                                          |                                            |
| 5                                          | 2019                                       |                                            |                                            |                                            |                                            | ?                                          |                                            |
| 6                                          | 2021                                       |                                            |                                            |                                            |                                            | ?                                          |                                            |
| 7                                          | 2022                                       | Amsterdam Devils                           |                                            |                                            | Sportpark De Eendracht complex, Amsterdam  | ?                                          |                                            |
| 8                                          | 2023                                       |                                            |                                            |                                            | Parc du Tremblay, Champigny-sur-Marne      | ?                                          |                                            |

### Palmarès par club
| Rang | Club                      | Victoires (éditions) | Finales perdues |
| ---- | ------------------------- | -------------------- | --------------- |
| 1    | West London Wildcats (en) | 1 (2015, 2016, 2017) | 0               |
| 2    | Amsterdam Devils          | 0                    | 1 (2017)        |
| -    | Manchester Mosquitoes     | 0                    | 1 (2016)        |
| -    | Lions de la Rhénanie      | 0                    | 1 (2015)        |

### Palmarès par nation
| Rang | Pays       | Victoires | Finales perdues |
| ---- | ---------- | --------- | --------------- |
| 1    | Angleterre | 3         | 1               |
| 2    | Allemagne  | 0         | 1               |
| -    | Pays-Bas   | 0         | 1               |

## Statistiques

### Records et statistiques par club
- Le West London Wildcats est le club le plus titré, avec 6 victoires au total.
- Un club a remporté la compétition en étant invaincus :
  - West London Wildcats  avec 6 victoires en 2015.
- La victoire 9.6.(69)-3.2.(20) des West London Wildcats sur Solna Axemen  représente à la fois le plus grand nombre de buts dans un match (89) et le plus grand nombre de buts pour une seule équipe (69).
- La victoire  (72) - (15) de Sodermalm Blues contre les Moscow Lazy Koalas (saison 2016, phase de poule) est le plus gros écart enregistré dans la compétition (57).
- La rencontre West London Wildcats 8.6.(54) - 1.1.(7) Lions de la Rhénanie est le match le plus prolifique réalisé lors d'une finale (2015).

### Records et statistiques par nation
- L'Angleterre est le pays qui a gagné le plus de fois la compétition (3).
- L'Allemagne, l'Angleterre et les Pays-Bas sont les pays ayant échoué le plus de fois en finale (1).